# フィリップ・フォン・ハーナウ＝ホロヴィッツ
フリードリヒ・ヴィルヘルム・フィリップ・フォン・ハーナウ・ウント・ツー・ホロヴィッツ（Friedrich Wilhelm Philipp Prinz von Hanau und zu Hořowitz, 1844年12月29日 - 1914年8月28日）は、最後のヘッセン選帝侯フリードリヒ・ヴィルヘルム1世の末息子。

## 生涯
選帝侯とその身分違いの妻ゲルトルーデ・レーマンの間の第9子、六男として生まれた。兄弟姉妹は1853年6月2日に母が授けられたハーナウ侯夫人の爵位に基づく、ハーナウ侯子・侯女の身分を有していた。オーストリア帝国政府も1855年3月6日にハーナウ・ウント・ツー・ホロヴィッツ侯夫人の爵位をゲルトルーデに与えた。
1866年にヘッセン選帝侯国がドイツ戦争に敗れて消滅し、プロイセン王国領となった。1877年1月22日にオーストリア当局は、亡き選帝侯の息子たちが（伯爵家以上の家柄出身の配偶者との）身分対等の結婚でもうけた子孫に限って、旧ヘッセン選帝侯国で認められていた全ての貴族称号や敬称の使用を認める布告を出した。6人兄弟のうち、次男モーリッツ、三男ヴィルヘルム、四男カール、五男ハインリヒの4人の兄たちが、母の遺したハーナウ侯爵位と家族世襲財産を、子供がいないため年齢順に継承していった。
フィリップはヘッセン選帝侯国の消滅後の1867年、両親と共にプラハに亡命し、父が隠棲地に選んだホロヴィッツ城に同居した。やがて二重帝国軍に仕官し、騎兵大尉として勤務した。1878年のボスニア出兵では戦功を立てた。1875年に父が死ぬと、選帝侯位に関する請求権放棄を申告してプロイセン領となった郷里ヘッセンに戻り、父の治世中に侯国外相を務めた官僚フィリップ・フォン・ヴィンツィンゲローデの未亡人から、オーバーウルフ（現在のヘッセン州シュヴァルム＝エーダー郡バート・ツヴェステン南西部）の領主館と荘園を譲渡され、移り住んだ。1877年、この敷地内にオーバーウルフ城を建設した。この城館はドイツのネオ・バロック様式の建築としては最大規模のものの1つで、広大なイギリス式庭園を備えていた。フィリップはこの城に父の遺した蔵書コレクションと公文書類を移し、保管した。
1890年から1903年までカッセル市議会議員及びヘッセン＝ナッサウ州議会議員を務めた。帝国議会議員の地位をも望んだが、叶わなかった。
フィリップは亡命直後に平民出身のアルベルティーネ・フバチェク＝シュタウバー（1840年 - 1912年）と知り合い、2人の間には息子も1人生まれたが、結婚は父選帝侯の死まで引き延ばされた。1875年1月に父が死ぬと、フィリップは2か月後の3月29日にウィーンでアルベルティーネと正式に結婚し、さらに2人の息子をもうけた。もっとも、息子たちは3人とも両親に先立って早世した。なお、この結婚は身分違いとされ、妻と息子たちはシャウムブルク伯爵（夫人）の称号を名乗った。
フィリップの孫娘アルベルティーネ（1902年 - 1935年）は、第二次世界大戦中のドイツ国防軍司令官の1人だったエトヴィン・フォン・ロートキルヒ・ウント・トラッハ伯爵の夫人となった。

## 子女
妻アルベルティーネとの間に3人の息子をもうけた。妻子たちはシャウムブルク伯爵（夫人）の称号を認められた。
- フィリップ（1868年 - 1890年）
- フリードリヒ・ヴィルヘルム・アウグスト（1875年 - 1898年）
- カール・アウグスト・フリードリヒ・フェリックス（1878年 - 1905年） - 1901年にアンナ・フォン・トロット・ツー・ズルツと結婚し2人の娘をもうける

## 引用・脚注
1. ↑  フィリップの死後、この公文書類はヘッセン＝カッセル方伯家家長アレクサンダー・フリードリヒによって買い取られ、1917年にオーバーウルフ城からハーナウ近郊のフィリップスルーエ城（ドイツ語版）に移された。(http://www.vhghessen.de/mhg/1994_nf29/1994_02_016.htm (S. 16))
2. ↑  オーバーウルフ城と付属庭園は1952年に売却され、キリスト教系の社会福祉団体の経営する私立学校（CJD Jugenddorf-Christophorusschule Oberurff）の校舎として使用されている。
3. ↑  Adelige Reichstags-Mandats-Bewerber 1890-1945: Gescheiterte Bemühungen von 751 Adeligen um einen Berliner Parlamentssitz